# 韦尔赫涅卡利诺夫斯基村委员会
韦尔赫涅卡利诺夫斯基村委员会（俄语：Верхнекалиновский сельсовет）是俄罗斯联邦阿斯特拉罕州卡梅贾克区所属的一个村委员会。其下辖有2个居民点，行政中心为韦尔赫涅卡利诺夫斯基。据2015年统计，该村委员会的人口为1350人。